# Mercy (fumetto)
Mercy è una miniserie a fumetti edita da Panini Comics scritta e disegnata da Mirka Andolfo presentata in anteprima alla 53ª edizione del Lucca Comics & Games. Composta da tre albi cartonati da 68 pagine a ciascuno nei quali sono racchiusi due capitoli alla volta, la serie è stata pubblicata tra novembre 2019 e dicembre 2020, riscontrando successo anche fuori dall'Italia.

## Trama
Negli Stati Uniti di fine 800 una misteriosa dama di nome Lady 
Nolwenn Hellaine arriva nella tranquilla cittadina di Woodsburgh (nello stato di New York) accompagnata dal suo fedele anziano, ma inquietante maggiordomo Goodwill. Benché la comunità sia in realtà minacciata dal Diavolo di Woodsburgh e da altre presenze non umane, presto la vita della giovane dama si incrocerà con quella di altre persone del posto fra le quali Rory, una bambina orfana, i fratelli Jonathan e Betsy e Lady Swanson, nobildonna alle prese con gli errori del passato, nonché perennemente perseguitata da incubi legati all'esplosione di una miniera della località avvenuta anni prima dove perse la vita il marito e altre vittime. Durante la permanenza a 
Woodsburgh per inserirsi a livello sociale, Hellaine, 
pur essendo quasi insensibile ad ogni stimolo emotivo,  scoprirà di essere profondamente legata a quella cittadina al punto da intraprendere una sorta di viaggio spirituale alla ricerca della sua vera identità e mettere fine a un male che sembra non arrestarsi mai e che continua a terrorizzare la civiltà locale.

## Sequel
A seguito della popolarità mondiale ricevuta dal fumetto, Panini Comics ha annunciato che alla fine del 2021 verrà pubblicata una serie sequel intitolata Merciless, ambientata anni dopo le vicende dell'opera originale. Mirka Andolfo, ideatrice e illustratrice della serie madre, tornerà solamente in veste di sceneggiatrice, mentre la realizzazione delle tavole sarà affidata a Siya Oum.
Tuttavia a dodici mesi dalla conclusione della serie precedente, il sequel a fumetti, contrariamente a quanto annunciato in origine da Panini, a causa di vari impegni dell'autrice in molti progetti editoriali slegati ad essa, non vedrà la sua pubblicazione per oltre un anno con il conseguente slittamento della distribuzione dell'opera a data da destinarsi.